# Juanito (football, 1948)
Pour les articles homonymes, voir Juanito, Juan Díaz et Diaz.
 (septembre 2014).
Si vous disposez d'ouvrages ou d'articles de référence ou si vous connaissez des sites web de qualité traitant du thème abordé ici, merci de compléter l'article en donnant les références utiles à sa vérifiabilité et en les liant à la section « Notes et références ».
Juan Díaz Sánchez, plus connu comme Juanito Díaz ou Juan, né le 6 octobre 1948 à Santa Cruz de Tenerife (Îles Canaries, Espagne) et décédé le 3 avril 2013 dans la même ville, est un ancien joueur espagnol de football qui jouait au poste de milieu de terrain.

## Biographie
Juanito commence sa carrière professionnelle en 1971 à l'âge de 23 ans avec le club de sa ville natale, le CD Tenerife. Le 1er février 1972, il est transféré au FC Barcelone. Il débute avec le Barça le 19 mars 1972 en remplacement de Carles Rexach. Il joue pendant trois saisons au FC Barcelone, remportant au passage le championnat d'Espagne en 1974.
En 1975, il signe avec l'Hércules d'Alicante durant le mercato d'hiver. Un an et demi après, il rejoint l'UD Salamanque où il joue pendant cinq saisons. Il repart ensuite au CD Tenerife où il met un terme à sa carrière de joueur.

## Palmarès
- Champion d'Espagne en 1974 avec le FC Barcelone